# Markus Wissen

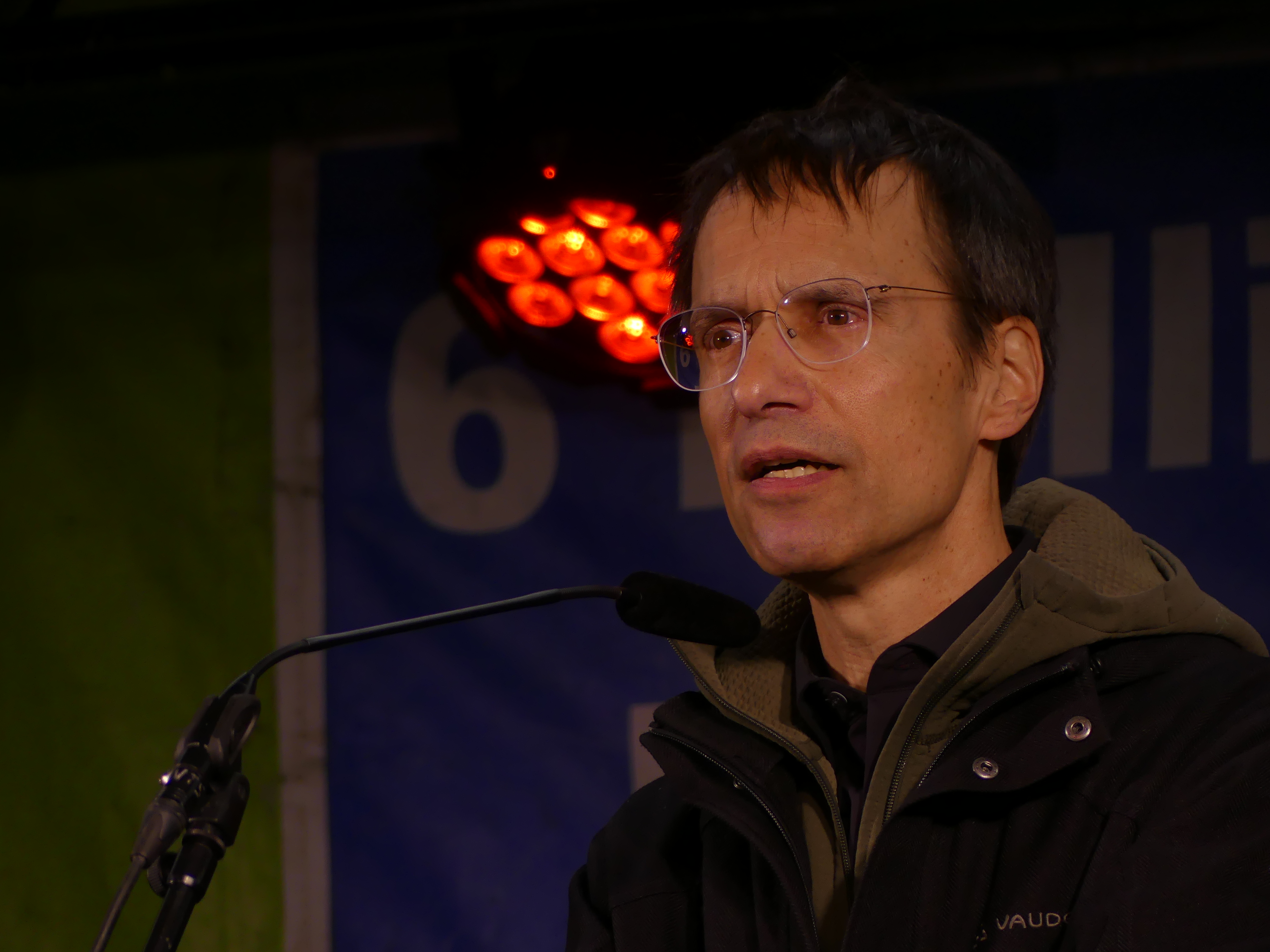
Markus Wissen (2025)

Markus Wissen (* 1965) ist ein deutscher Politikwissenschaftler. Er ist Professor für Gesellschaftswissenschaften mit dem Schwerpunkt sozial-ökologische Transformationsprozesse an der Hochschule für Wirtschaft und Recht in Berlin.

## Leben
Wissen studierte bis 1994 an der Freien Universität Berlin Politikwissenschaften und promovierte 1999 dort mit einer Arbeit mit dem Titel Die Peripherie in der Metropole. Zur Regulation sozialräumlicher Polarisierung in Nordrhein-Westfalen im Jahr 1999. Zwischen 2000 und 2007 arbeitete Markus Wissen an verschiedenen wissenschaftlichen Forschungsprojekten mit u. a. an der Hochschule für Wirtschaft und Politik Hamburg, der Johann Wolfgang Goethe-Universität Frankfurt am Main, der Freien Universität Berlin und dem Leibniz-Institut für Regionalentwicklung und Strukturplanung (IRS) Erkner.
2011 wurde er an der Universität Wien für das Fach Politikwissenschaft mit der Arbeit Gesellschaftliche Naturverhältnisse in der Internationalisierung des Staates: Konflikte um die Räumlichkeit staatlicher Politik und die Kontrolle natürlicher Ressourcen habilitiert. Im Wintersemester 2012 wurde Wissen auf eine Professur an der Hochschule für Wirtschaft und Recht in Berlin berufen.
Zu seinen Arbeitsschwerpunkten gehören die gesellschaftlichen Naturverhältnisse, die Umweltpolitik, die Transformation von (Auto-)Mobilität sowie die räumliche Dimensionen der Transformation von Staatlichkeit. Gemeinsam mit Ulrich Brand prägte er das Konzept Imperiale Lebensweise. Wissen ist Mitglied der PROKLA-Redaktion.
Im Jahr 2017 veröffentlichte er zusammen mit Ulrich Brand das Buch Imperiale Lebensweise. Zur Ausbeutung von Mensch und Natur im globalen Kapitalismus, das zahlreich rezipiert wurde, mehrere Auflagen erlebte und es auf Platz 17 der SPIEGEL-Bestsellerliste in der Rubrik „Sachbuch“ schaffte. Das Buch wurde ins Englische, Spanische und Französische übersetzt.
Zur Bundestagswahl 2025 war Wissen an der Formulierung eines Aufrufs zur Wahl der Partei Die Linke beteiligt.

## Veröffentlichungen (Auswahl)
- Die Peripherie der Metropole. Zur Regulation sozialräumlicher Polarisierung in Nordrhein-Westfalen. Dampfboot Verlag, Münster 2000, ISBN 978-3-89691-878-9.
- mit Matthias Naumann: Neue Räume der Wasserwirtschaft. Untersuchungen zur Trinkwasserver- und Abwasserentsorgung in den Regionen München, Hannover und Frankfurt (Oder). Berlin 2006, ISBN 978-3-88118-393-2.
- Gesellschaftliche Naturverhältnisse in der Internationalisierung des Staates. Dampfboot Verlag, Münster 2011, ISBN 978-3-89691-878-9.
- mit Ulrich Brand: Imperiale Lebensweise. Zur Ausbeutung von Mensch und Natur im globalen Kapitalismus. Oekom, München 2017, ISBN 978-3-86581-843-0
- mit Ulrich Brand: The Limits to Capitalist Nature. Theorizing and Overcoming the Imperial Mode of Living. Rowman & Littlefield, London 2018, ISBN 978-1-78660-155-1.
- mit Ulrich Brand: The Imperial Mode of Living. Everyday Life and the Ecological Crisis of Capitalism, Verso, London 2021, ISBN 978-1-78873-912-2.
- mit Ulrich Brand: Kapitalismus am Limit. Öko-imperiale Spannungen, umkämpfte Krisenpolitik und solidarische Perspektiven. Oekom, München 2024, ISBN 978-3-98726-065-0.